# Terrasini
Terrasini kisváros Olaszországban, Szicília régióban, Palermo megyében. Lakosainak száma 12 833 fő (2023. január 1.). Terrasini Carini, Cinisi, Partinico és Trappeto községekkel határos.

## Fekvése
Palermótól nyugatra, a tenger partján fekvő település.

## Története
Terrasini és környéke már a késő kőkorszakban is lakott hely volt. A mai város (korábbi nevén Favarotta) valószínűleg a késő középkorban keletkezett, amikor mezőgazdasági munkások telepedtek le az itteni birtokon, majd a 17. században halászok a part mentén. Az egykori halászfalu később fokozatosan vált népszerű üdülőfaluvá, a tengerpart közelében gomba módra nőnek a szállodák, panziók, vendéglátóhelyek a több kilométer hosszan nyújtózó tengerpartja közelében. Fjordszerű sziklás, barlangokkal szabdalt partszakasza pedig elsőrangú búvárterület.
A város főterétől nem messze lévő múzeumban az ősi halászbárkamodellek mellett eredeti szicíliai szekérkészítési bemutató, valamint a tenger élővilágának bemutatása is látható.

## Galéria

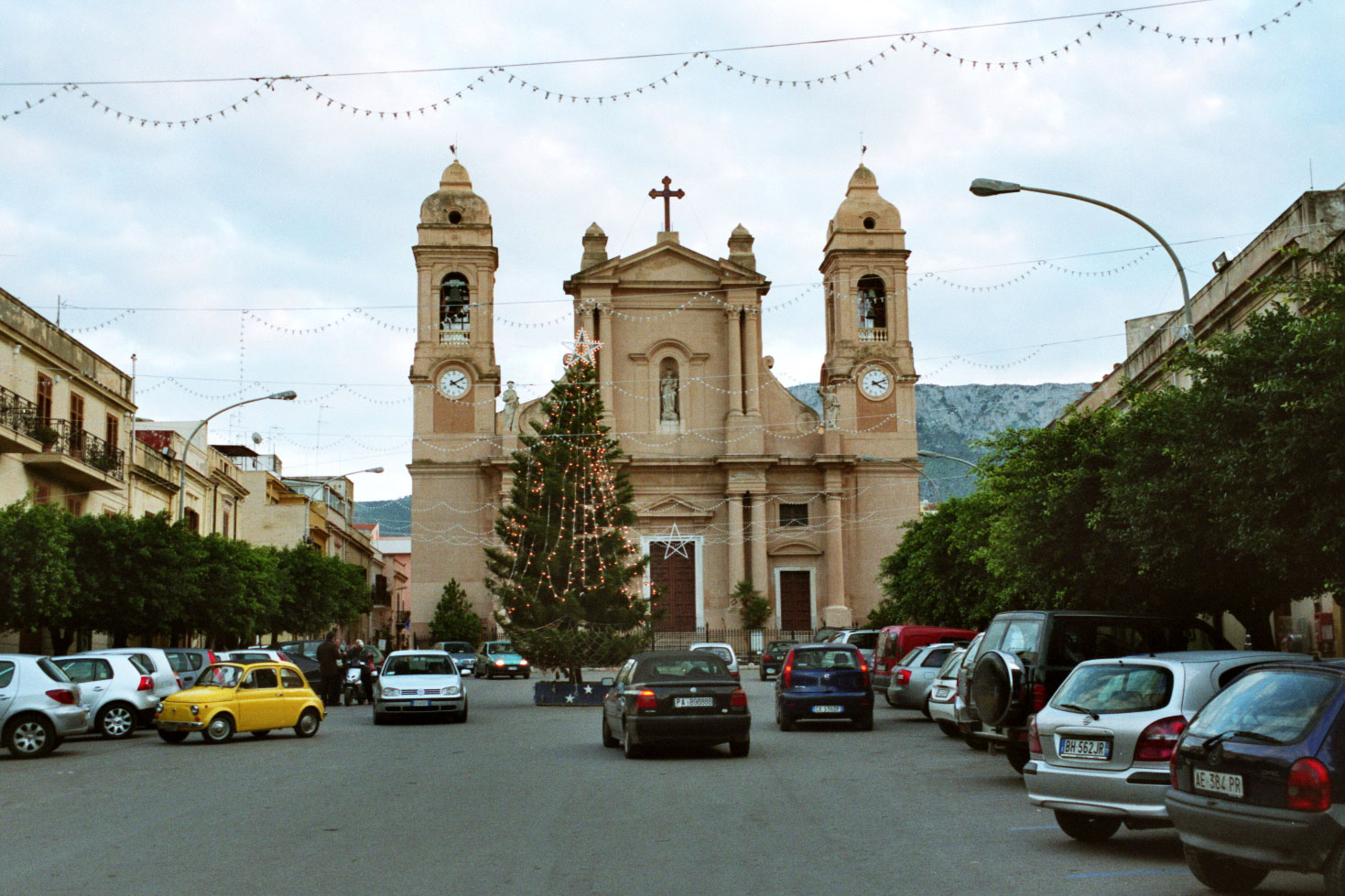
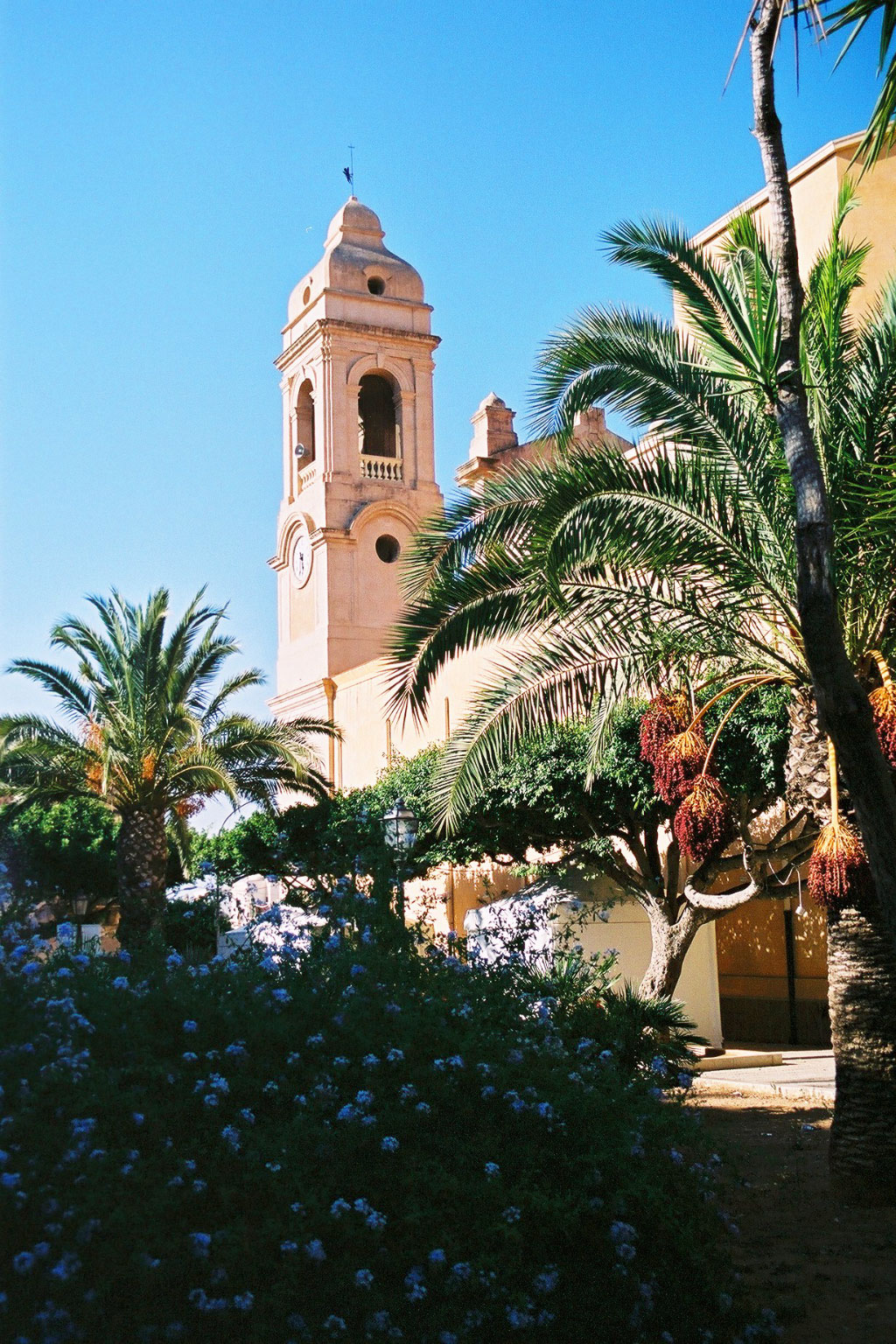
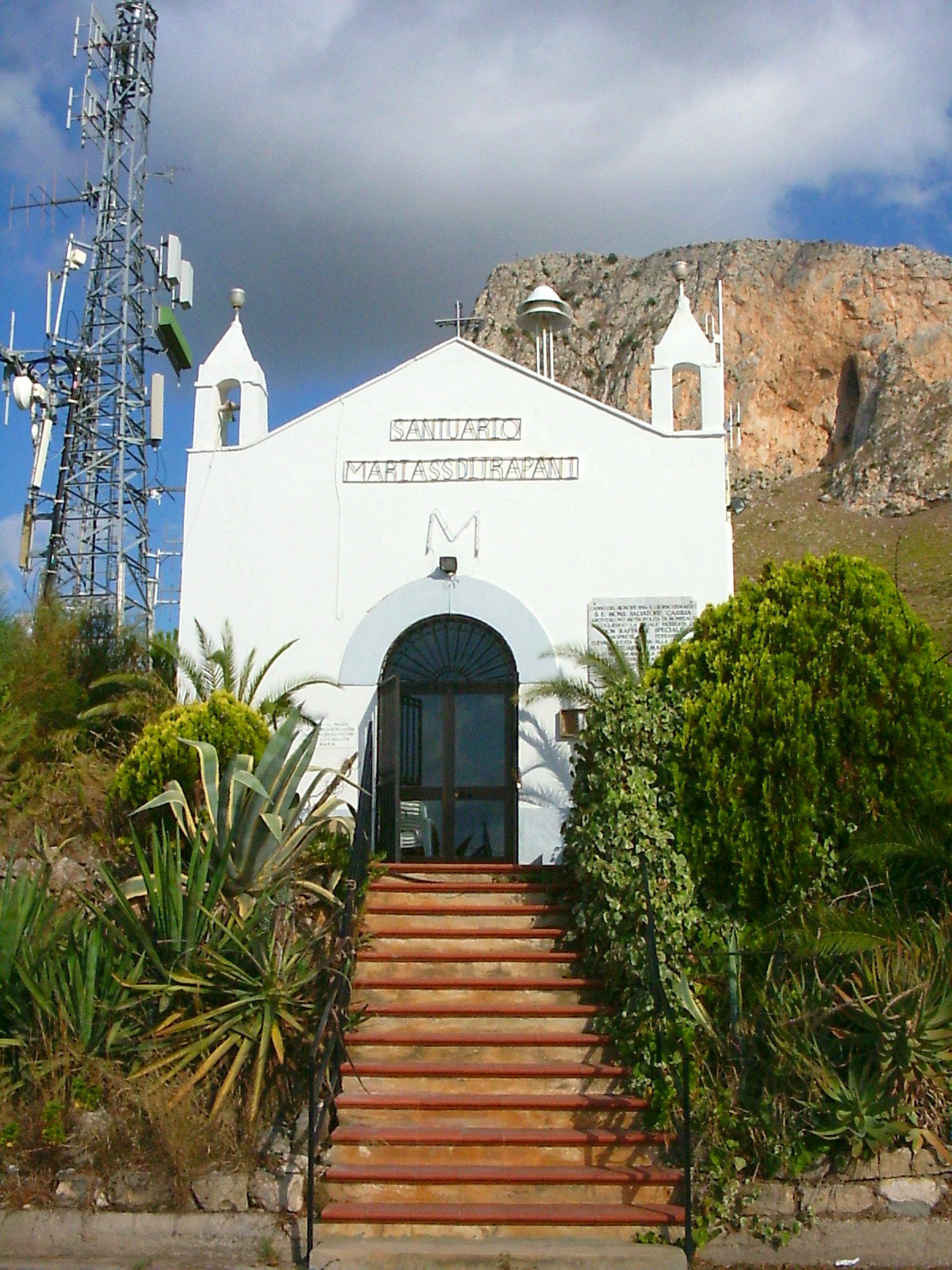
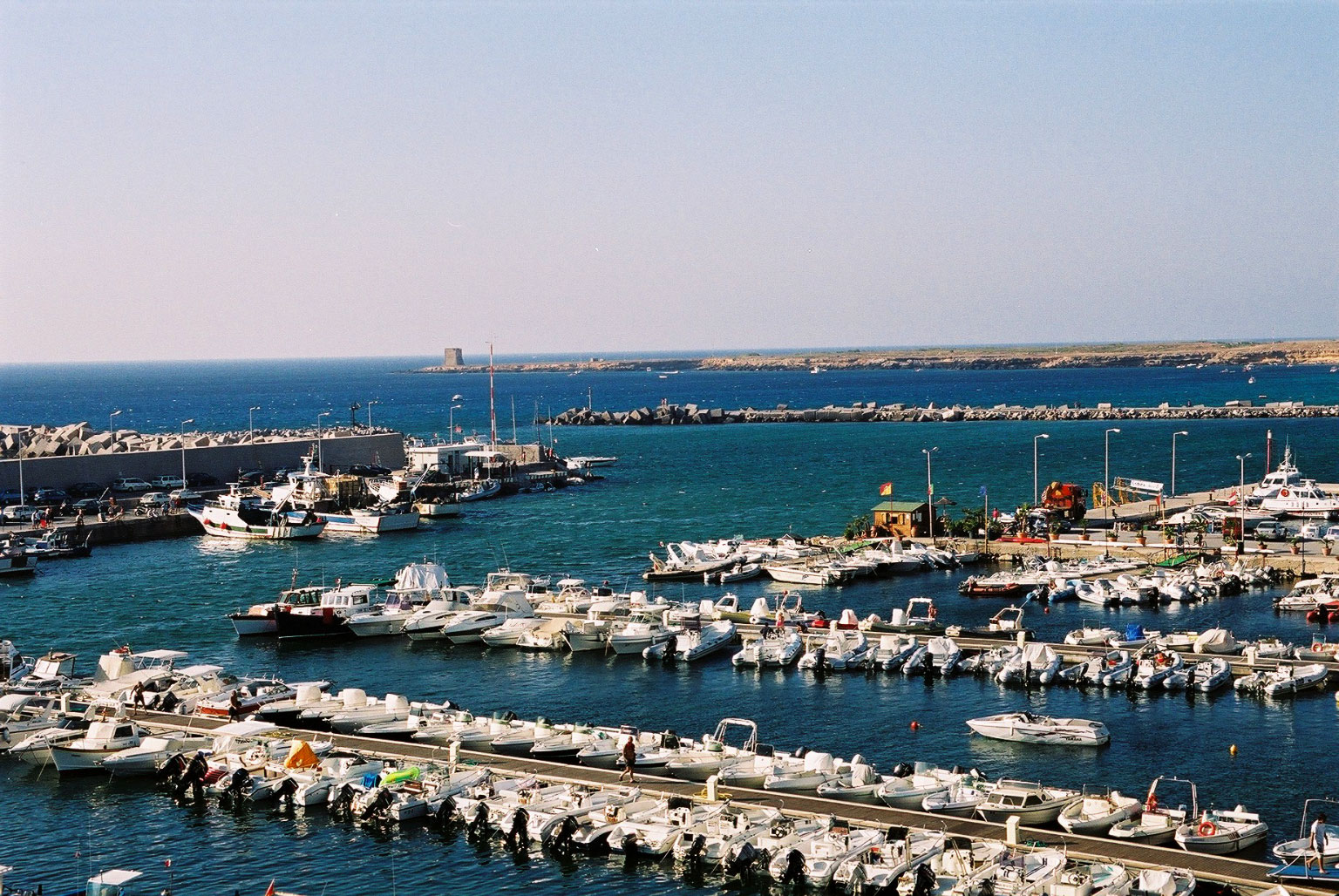
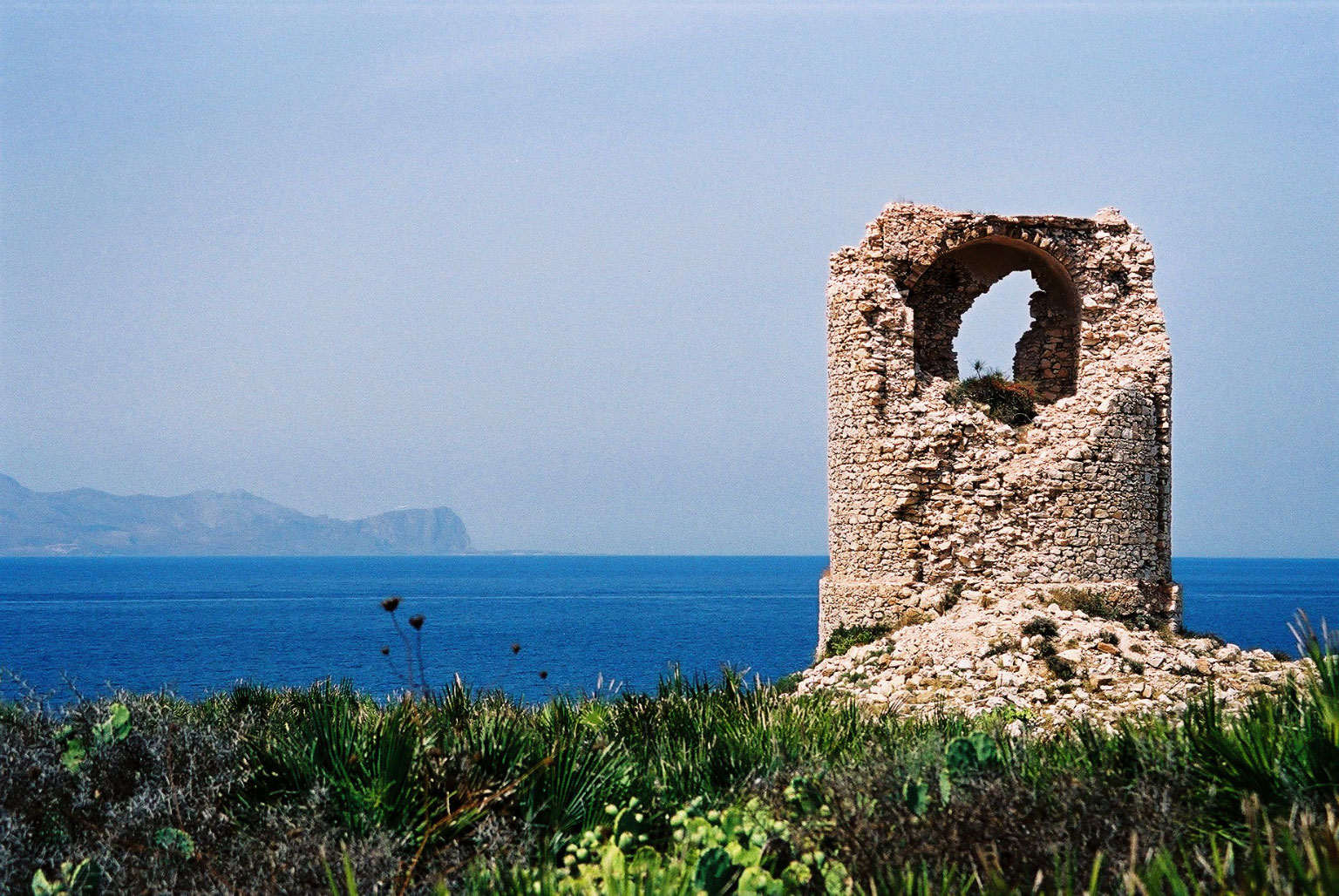
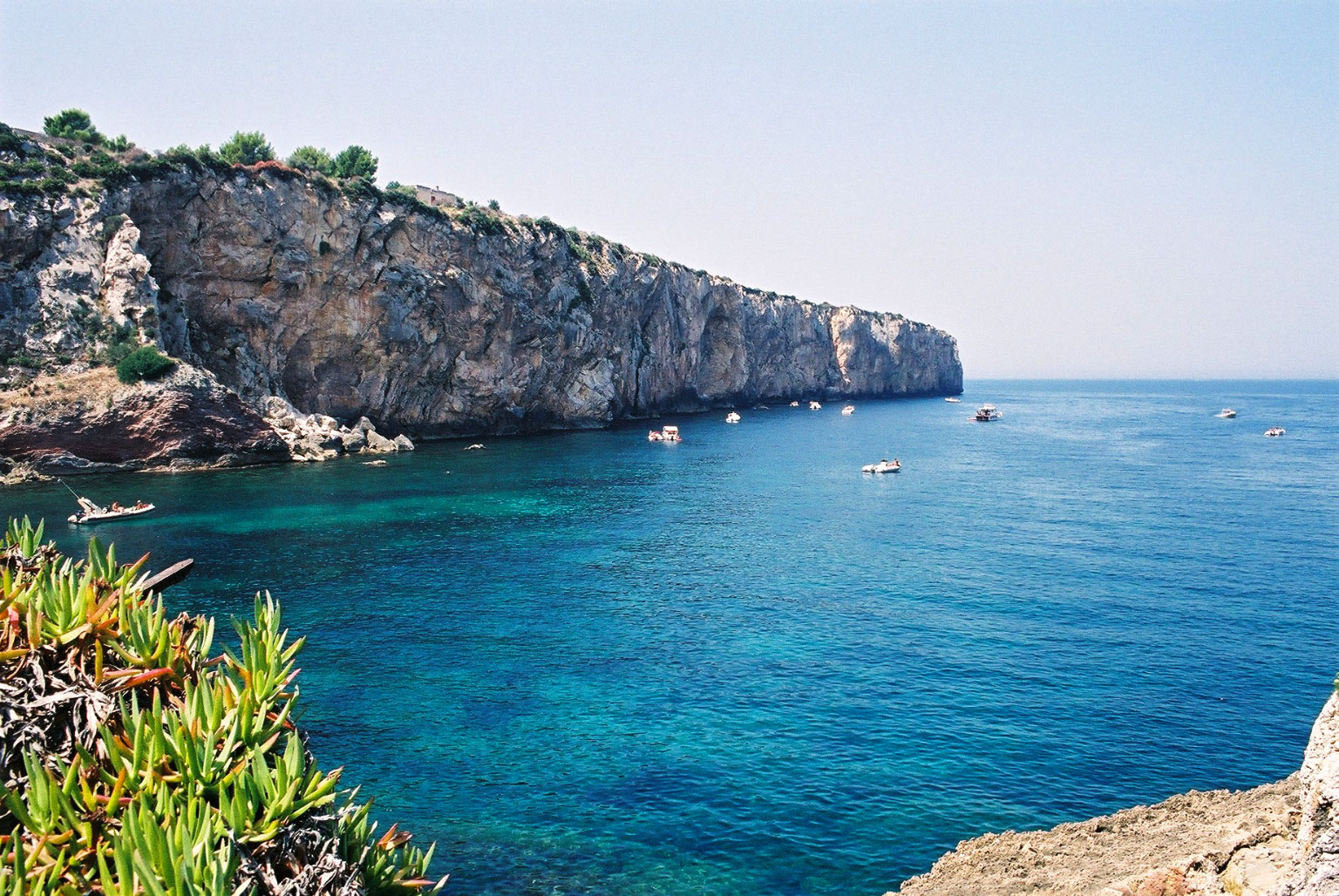
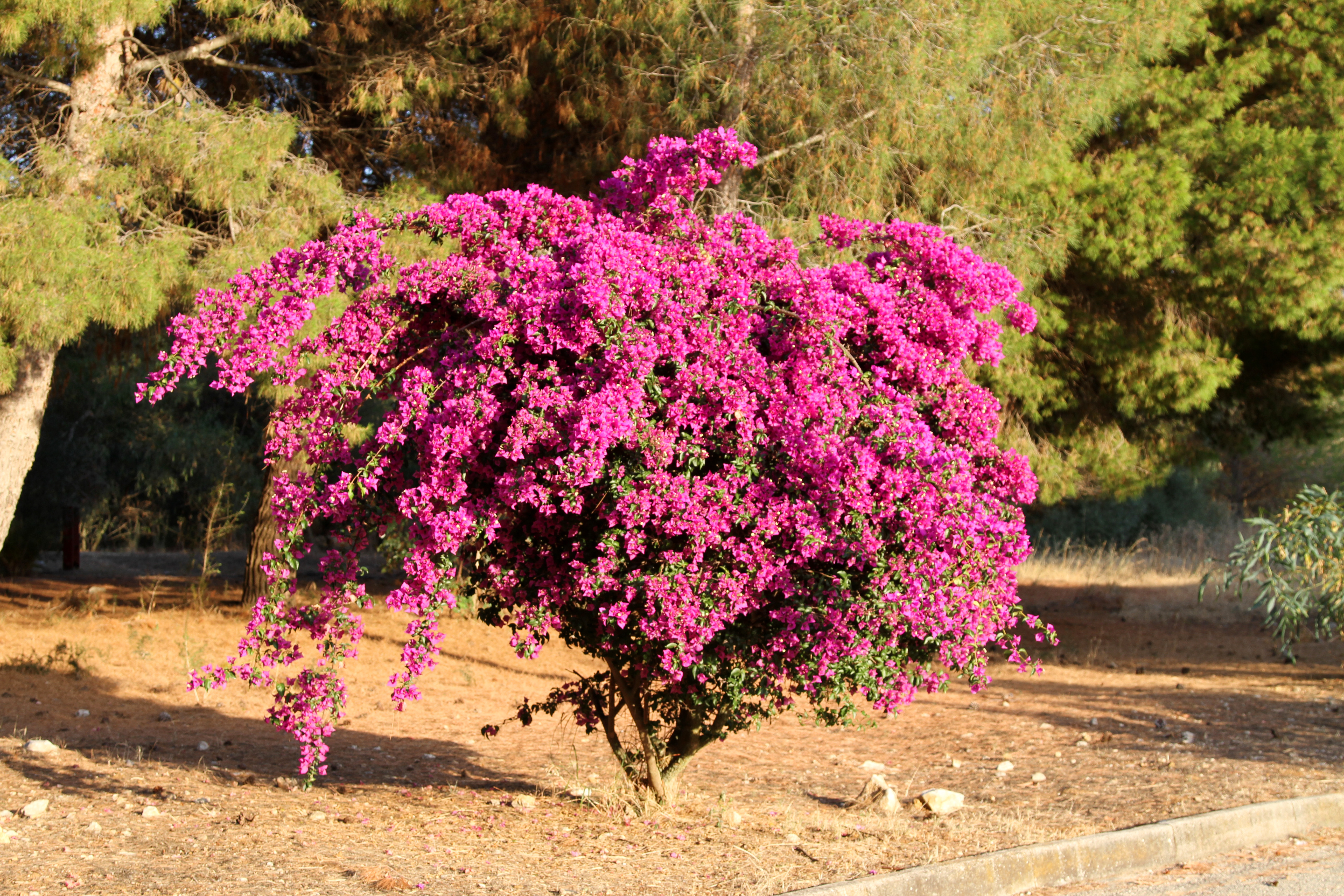
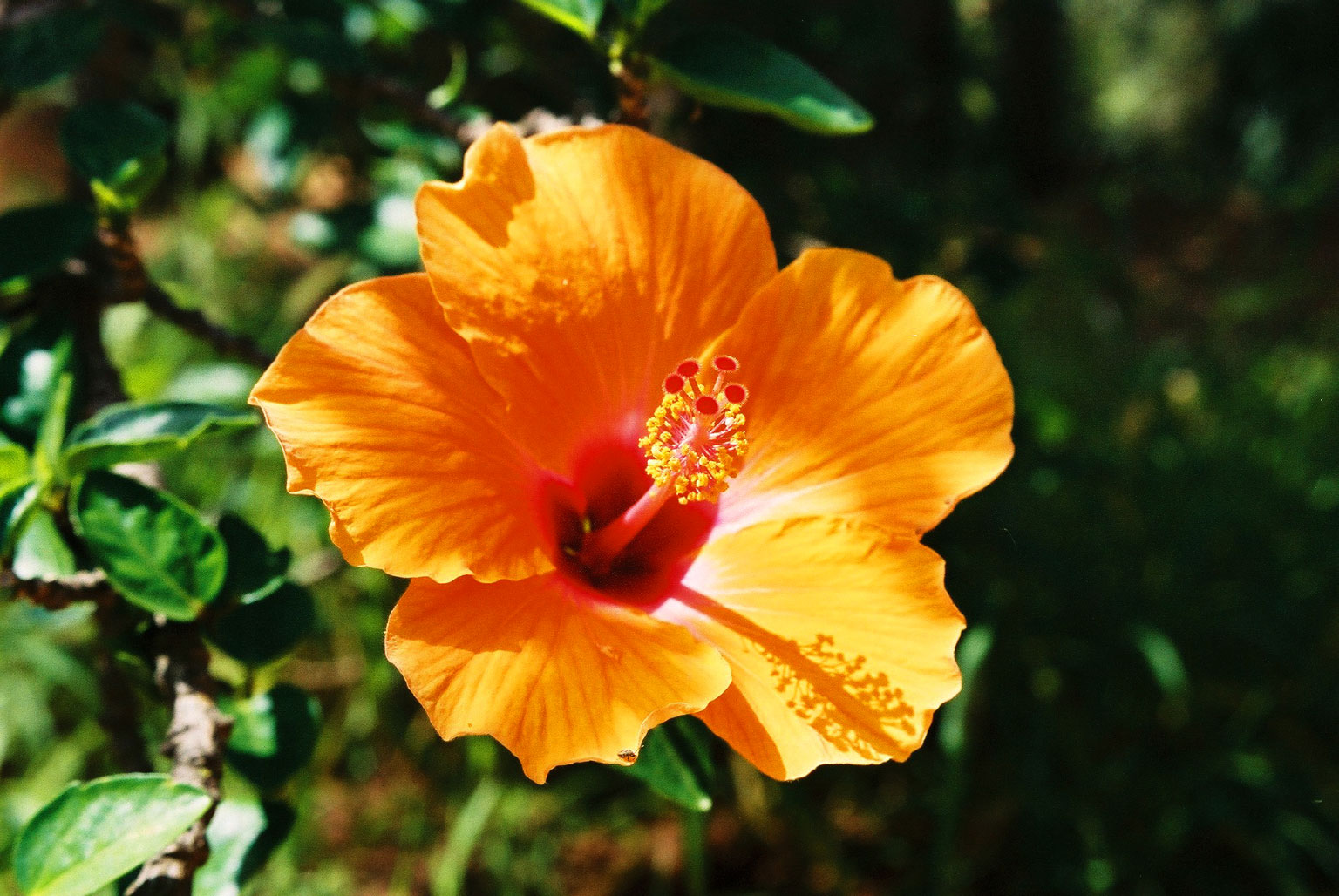
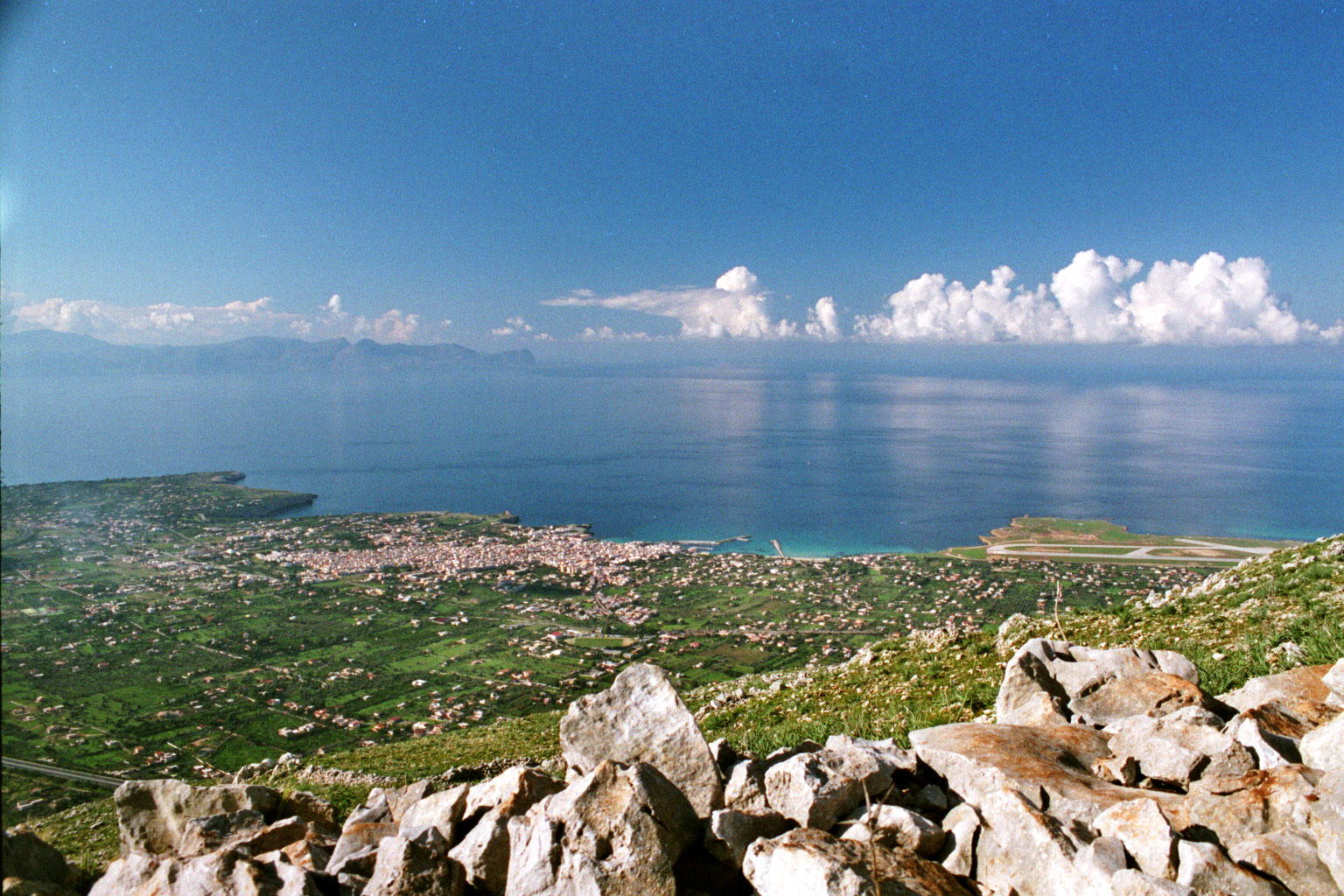
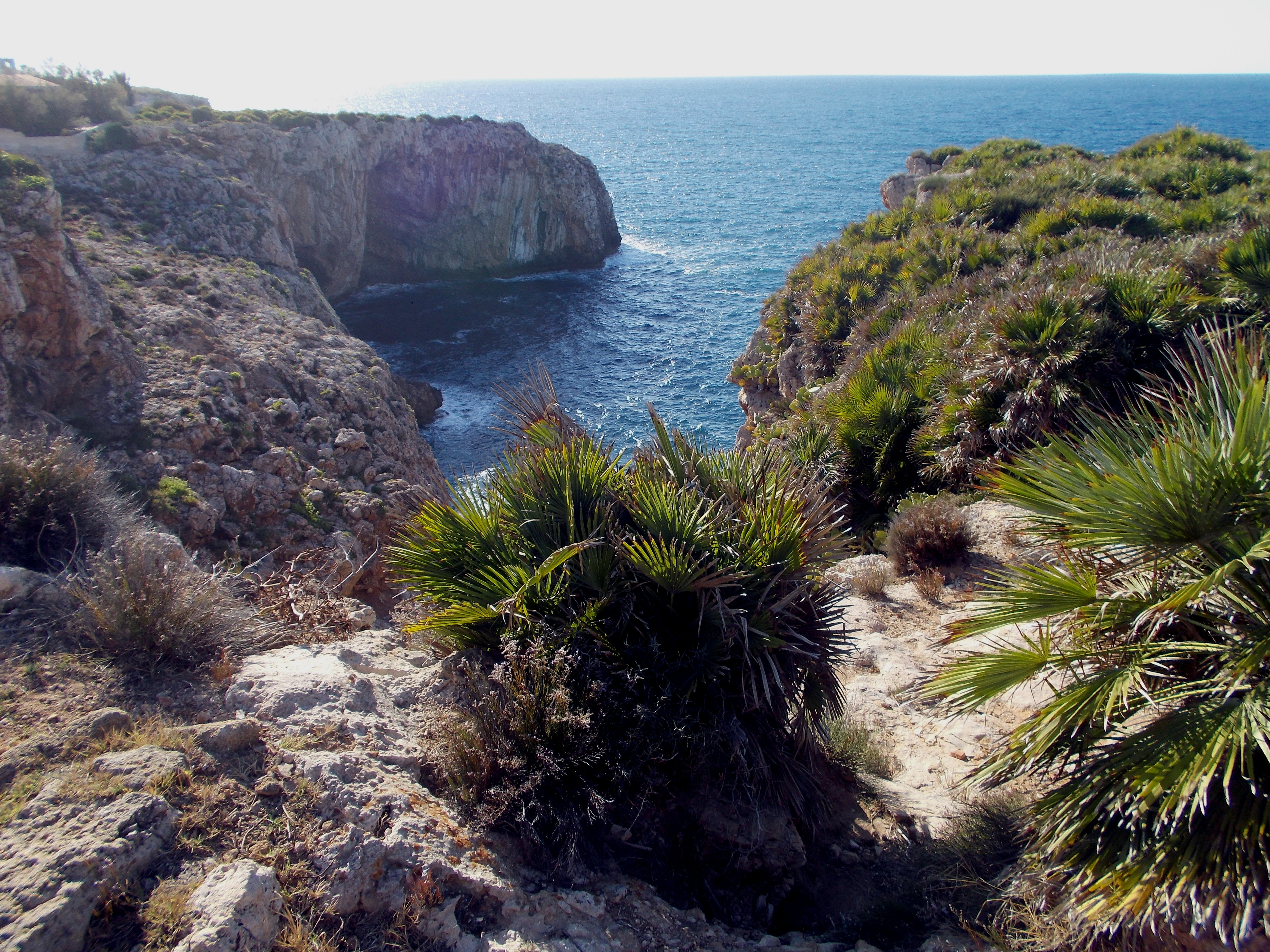

## A Múzeum

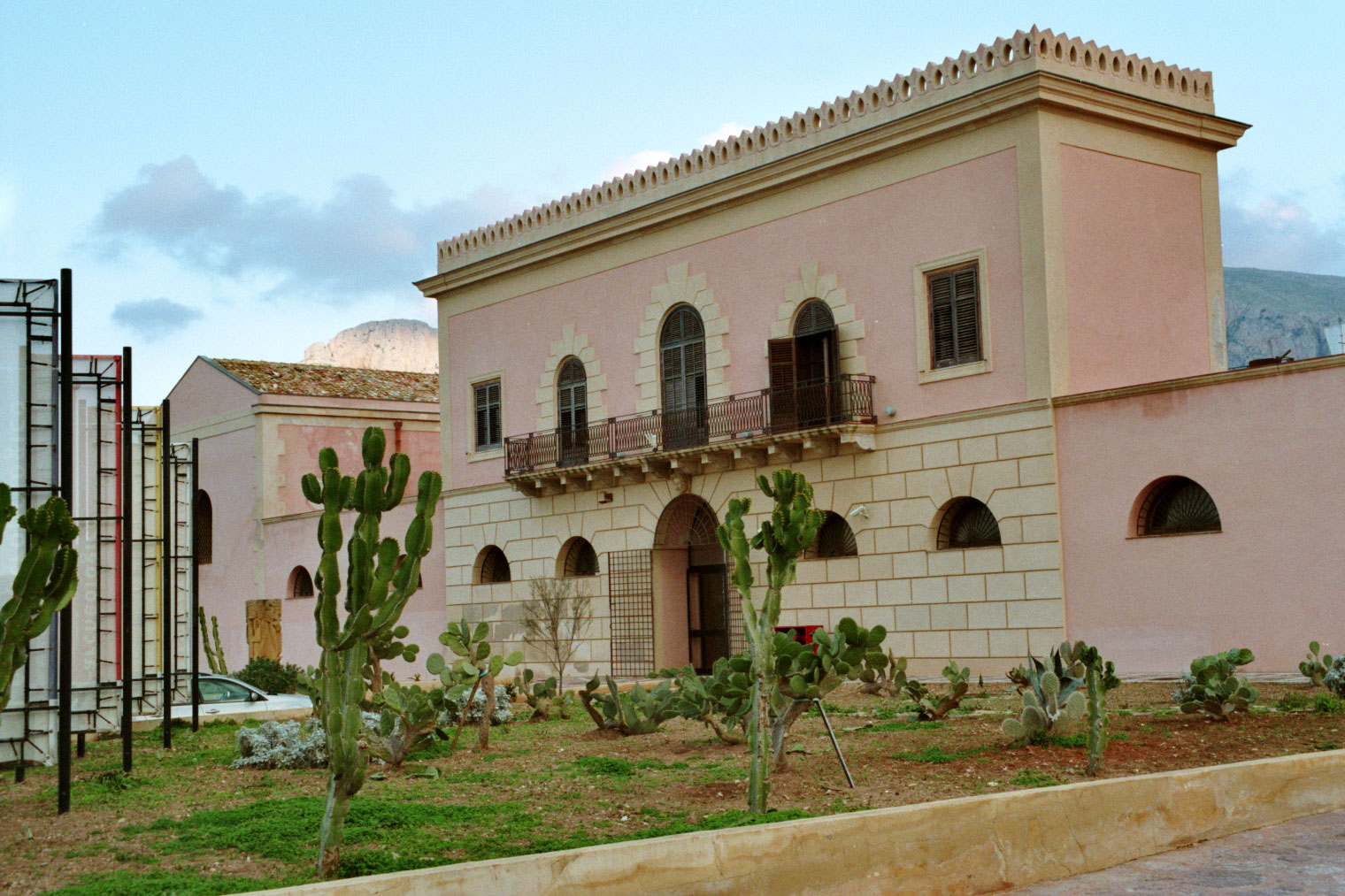
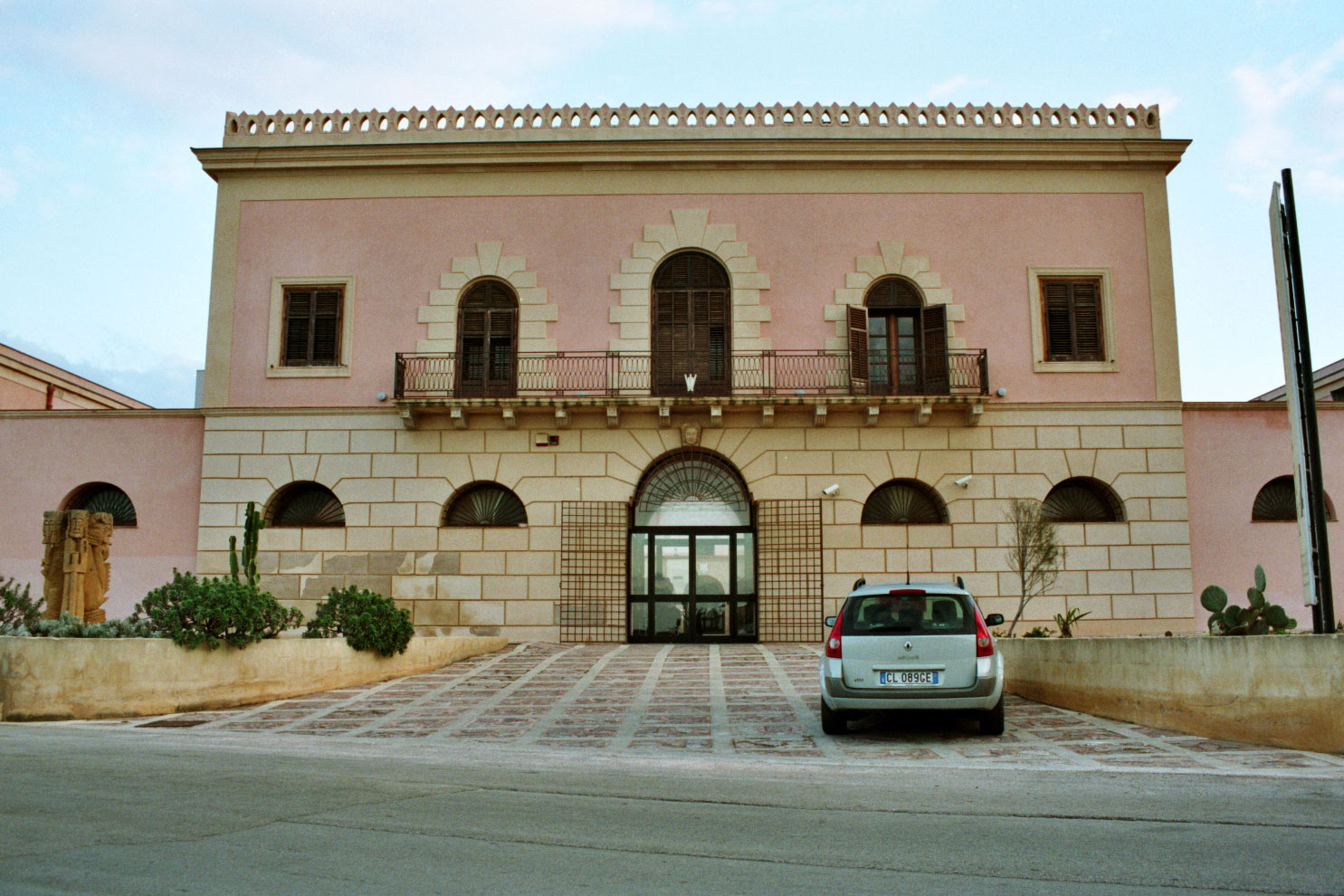
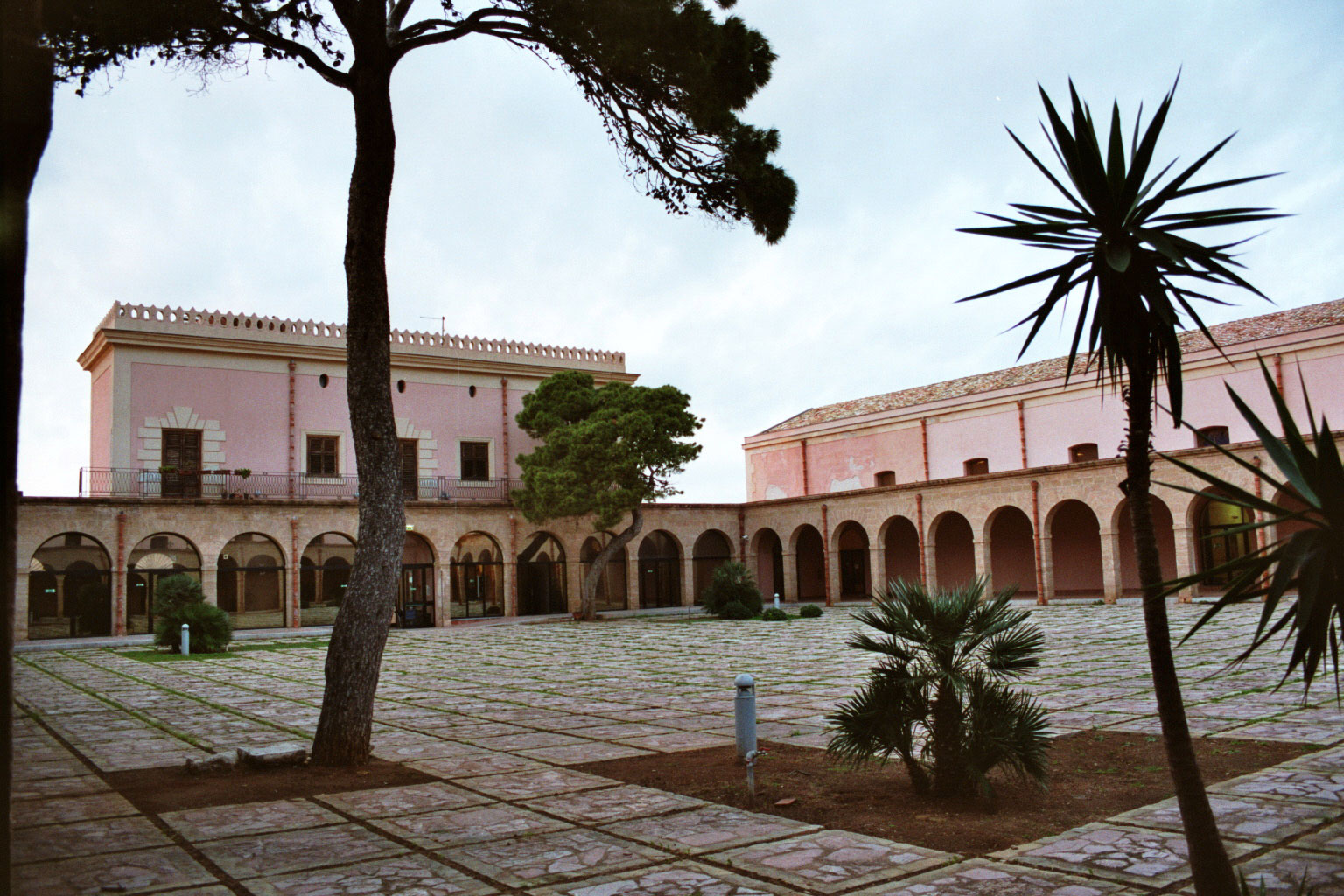
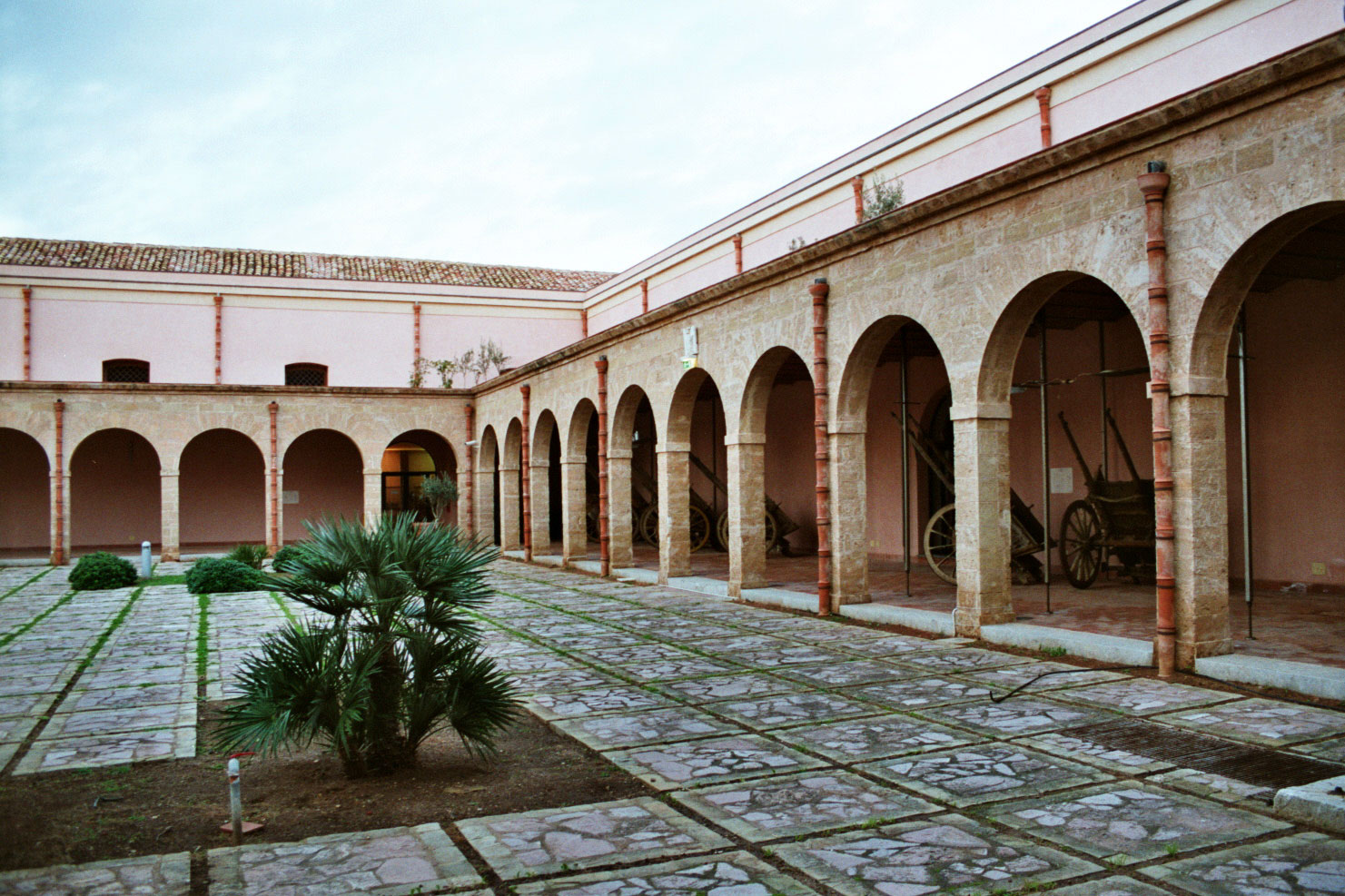
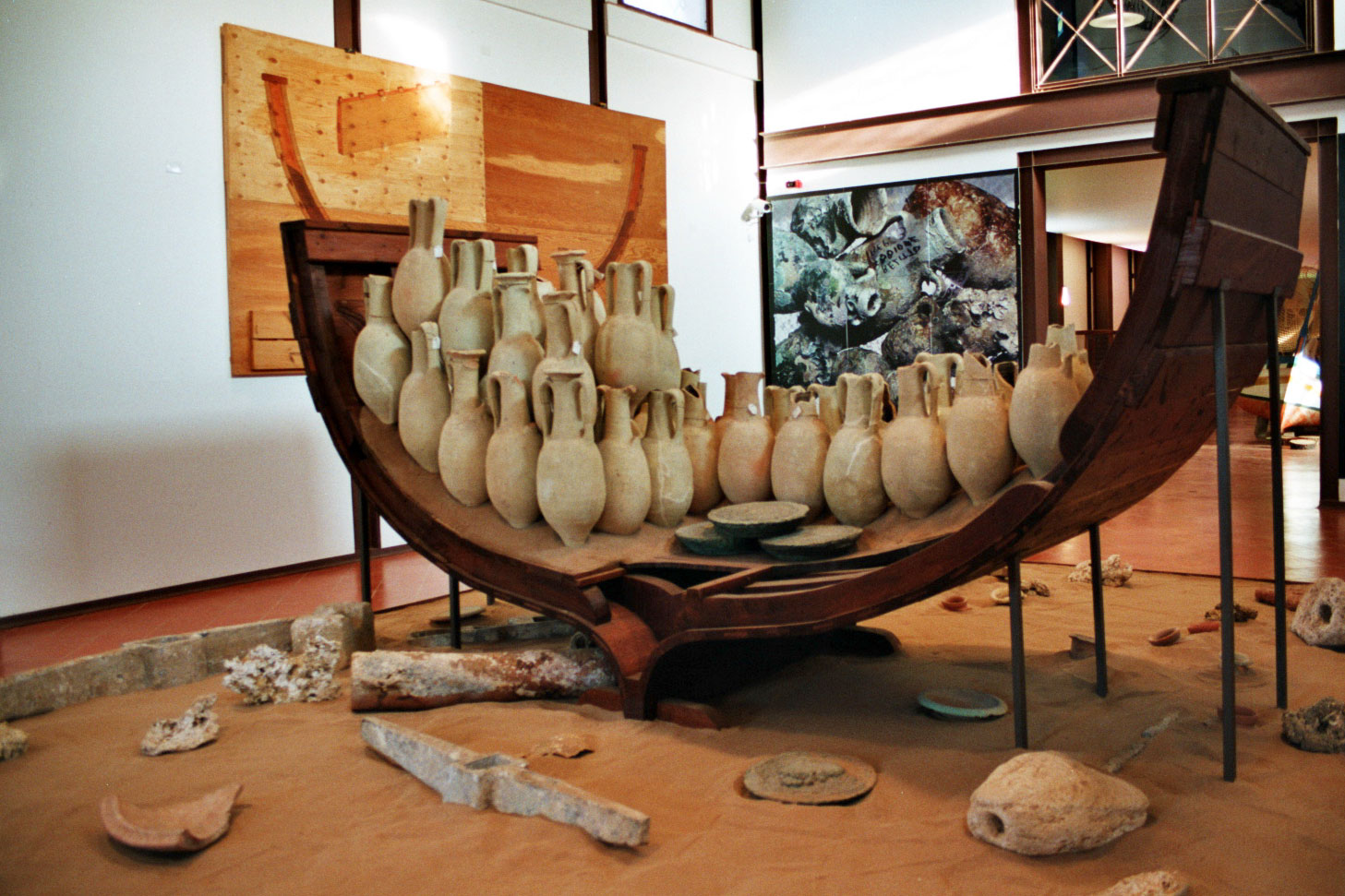
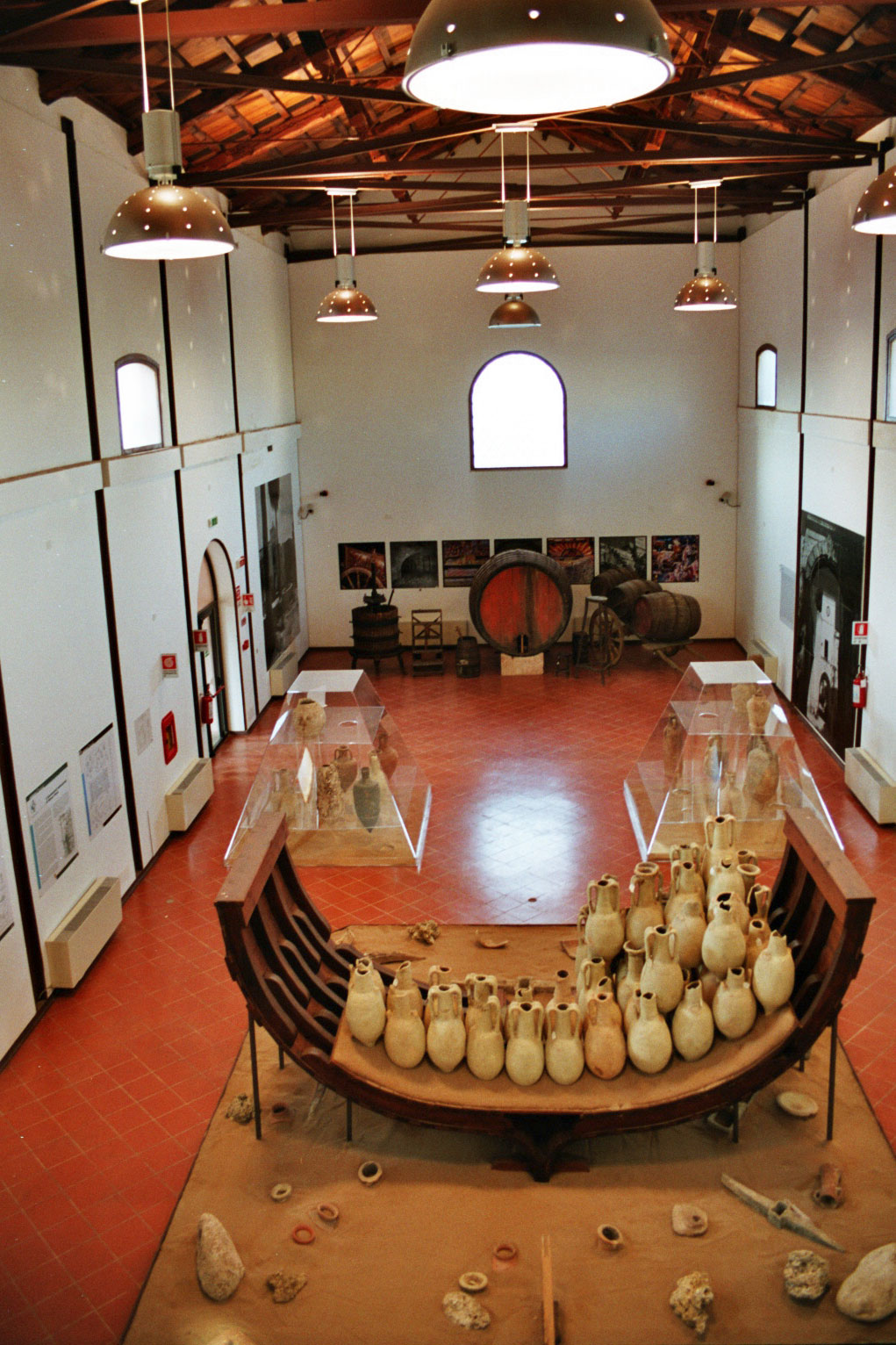
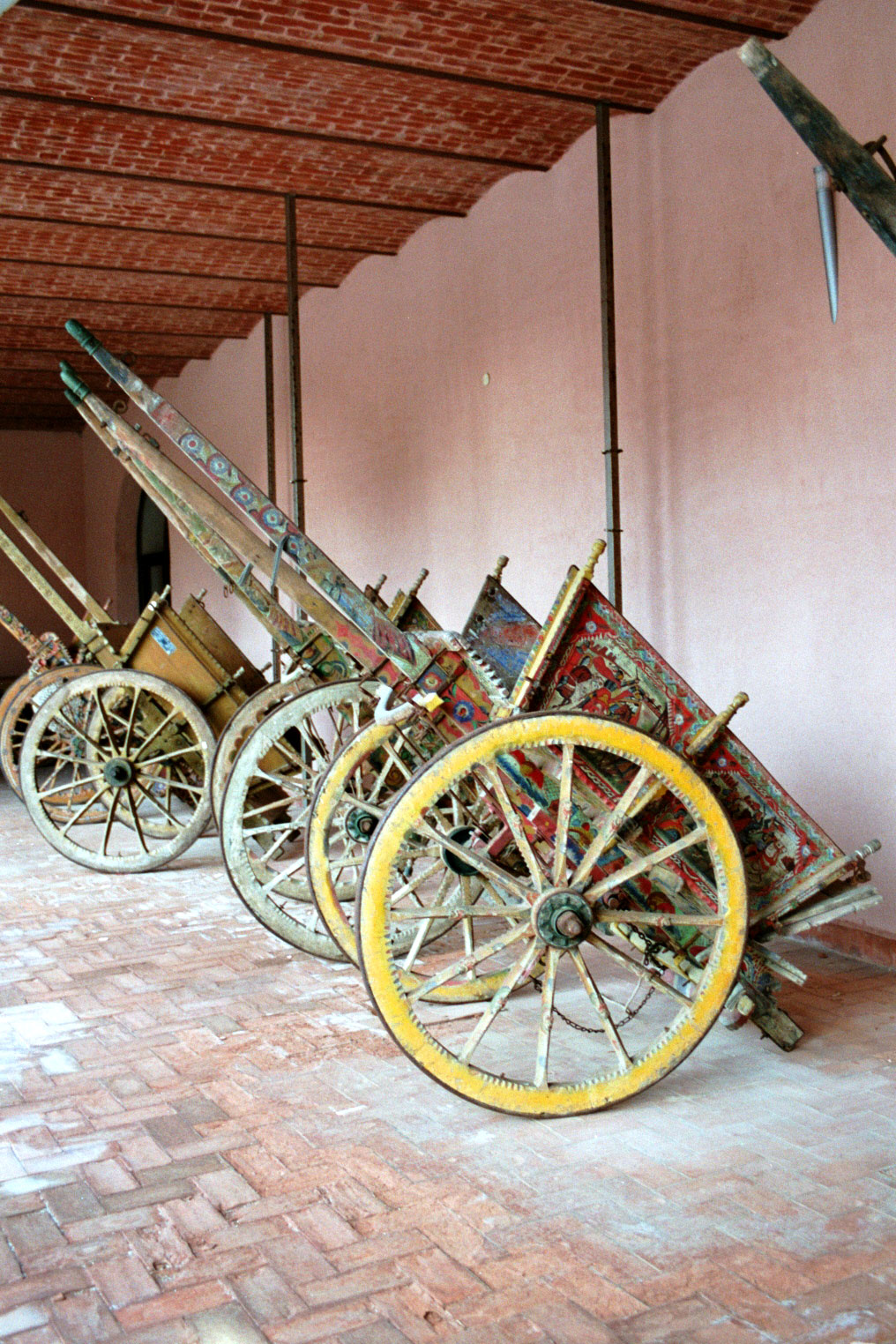

## Nevezetességek
- Dóm
- Múzeum
- Santa Maria-templom

## Népesség
A település lakossága az elmúlt években az alábbi módon változott:
| Lakosok száma | 12 423 | 12 535 | 12 833 |
|               | 2017   | 2018   | 2023   |

## Szülöttjei
- Joseph Cataldo amerikai olasz pap, a Gonzaga University alapítója